# Cristián Everardo de Frisia Oriental

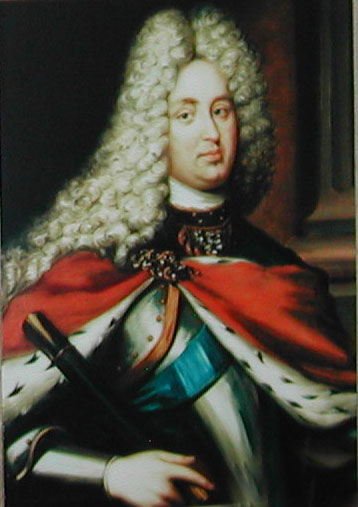
Cristián Everardo

Cristián Everardo de Frisia Oriental (nacido el 1 de octubre de 1665 en Esens , † 30 de junio de 1708 en Aurich ) de la Casa de Cirksena fue Príncipe de Frisia Oriental desde su nacimiento , pero permaneció hasta 1690 bajo la tutela de su madre Cristina Carlota .

## Biografía
Cristián Everardo nació solo después de la muerte de su padre, el príncipe Jorge Cristián . Primero creció en la corte de Aurich. A la edad de diez años, su madre lo envió a estudiar al extranjero. Después de permanecer en los Países Bajos , Piamonte y Francia , fue después de 1681 en Italia y Austria . En estos viajes se subió el Monte Vesubio , con la presencia en Roma de la reina Cristina de Suecia y se reunió en París el Rey Sol Luis XIV.
Solo vacilante asumió la responsabilidad del gobierno. No fue sino hasta 1690 que sucedió a su madre, aunque los estados asociados con ella en disputas constantes lo habían pedido durante mucho tiempo. Su reinado, sin embargo, se caracterizó por esfuerzos compensatorios. Así que cerró 1693 en Hannover y 1698 en Aurich algunas comparaciones con las fincas, consolidando así la paz interior. Que se reunió con la población en benevolencia. Fue apodado "el Friedsame" y fue uno de los pocos amigos soberanos de Frisia Oriental en Emden cuando visitó la ciudad en 1699.
Cristián Everardo fue considerado prudente, tolerante y pietista . Al igual que su madre, otorgó a los reformados otros derechos, a pesar de que él mismo era luterano . Además, se reunió con el  Ernesto Augusto un contrato de herencia. Sin embargo, esto no entró en vigor debido a la falta de aprobación imperial. En el reinado de  Cristián Everardo se debe también la elegibilidad de Brandenburgo sobre la herencia en Frisia Oriental, Federico III de Brandeburgo. Aseguró al emperador y sentó las bases para la ocupación prusiana de Frisia Oriental después de la extinción de Cirksena en 1744. Cristián Everardo intentó una hermandad hereditaria con Ernesto Augusto a Brunswick-Lüneburg se oponen. La casa Cirksena debería en lo sucesivo en el caso de la extinción de los descendientes de Ernesto Augusto heredar la sucesión hereditaria en los condados de Hoya y Diepholz competir. Sin embargo, el contrato no entró en vigor como resultado de la aprobación imperial no obtenida.
Cristián Everardo, que siempre ha estado enfermo desde su temprana infancia y, por lo tanto, siempre estuvo acompañado en sus viajes por su médico personal Everardo Bacmeister , murió en 1708 como muchos Cirksena ya a una edad temprana. Fue seguido por su segundo hijo, Jorge Alberto .

## Familia
El príncipe Cristián Everardo  contrajo matrimonio con Eberardina Sofía de Oettingen-Oettingen (nacida el 16 de agosto de 1666, † 30 de octubre de 1700), hija del príncipe Albrecht Ernst I y hermana de Christine Luise de Oettingen-Oettingen. La pareja tuvo los siguientes hijos:
- Leopoldo Ignacio (nacido el 10/20 de febrero de 1687, † 11/21 de junio de 1687)
- Cristina Sofía, (nacida el 16 de marzo de 1688 en Bayreuth, † 31 de marzo de 1750 Rudolstadt); ∞ en Rudolstadt 31 de diciembre de 1728 Príncipe Federico Antonio de Schwarzburgo-Rudolstadt(nacido el 14 de agosto de 1692, † 1 de septiembre de 1744)
- María Carlota, (nacida el 10 de abril de 1689, † 9 de diciembre de 1761) ∞ el 10 de abril de 1709 su primo Federico Ulrico de Frisia Oriental (nacido el 31 de diciembre de 1667, † 13 de marzo de 1710), hijo de Edzard Fernando .
- Jorge Alberto , Príncipe de Frisia Oriental (1690-34), desde 1722 Orden del Caballero del Elefante desposo en  Idstein 24 de septiembre de 1709 a la condesa Cristiana Luisa de Nassau-Wiesbaden-Idstein (nacida el 31 de marzo de 1691, † 13 de abril de 1723), hija de Jorge Augusto Samuel de Nassau-Idstein (1665-1721) y Henriette Dorothea de Oettingen .

Ber en Berum el 8 de diciembre de 1723 Sophie Karoline de Brandenburg-Kulmbach (* 1707 † 7 de junio de 1764), hija de Christian Heinrich von Brandenburg-Kulmbach
- Ulrich Friedrich (nacido el 18 de julio de 1691, † 21 de septiembre de 1691)
- Karl Enno (nacido el 25 de diciembre de 1692, † 3 de agosto de 1709)
- Federica Guillermina (nacida el 4 de octubre de 1695, † 29 de julio de 1750, Aurich), canonista en Herford
- Enno Augusta (nacido el 13 de febrero de 1697, † 3 de agosto de 1725)
- Juliana Luise (nacida el 13 de junio de 1698 en Aurich, † 6 de febrero de 1740 en Harzgerode); desposo  el 17 de febrero de 1721 en Brunswick al duque Joaquín Federico de Schleswig-Holstein-Sonderburg-Plön (* 1668, † 25 de enero de 1722)
- Cristina Carlota, (nacida el 17 de septiembre de 1699, † 23 de agosto de 1733)

Después de la muerte de la primera esposa, se casó en 1701 con Anna Juliana de Kleinau (1674-1727), que recibió el título de la Sra. Von Sandhorst . Anna Juliane había sido dama de honor de la princesa, sus padres eran el hijo del guardabosques de Mecklenburg-Güstrow Heinrich von Kleinau y su esposa Sophia Klara del este , hija de Oldenburger Landdrosten de Delmenhorst Hieronymus Georg von der Osten (nacido el 2 de mayo de 1612, † 28. Mayo de 1659) [2] [3] . Los tres hijos del príncipe Cristián Everardo de Frisia Oriental del matrimonio morganático con Juliane Kleinau llevaron el nombrepor Sandhorst , que incluye: [4]
- Sofía Antonieta Juliana von Sandhorst, (nacida el 4 de enero de 1707, † 14 de enero de 1725), (murió de viruela , enterrada en el mausoleo de Cirksena en Aurich)

Los restos mortales del príncipe yacen en un féretro colectivo en el mausoleo de Cirksena en Aurich .
| Predecesor: Cristina Carlota | Príncipe de Frisia Oriental 1665-1708 | Sucesor: Jorge Alberto |

- Datos: Q466684
- Multimedia: Christian Eberhard, Prince of East Frisia / Q466684